# Amt Ehrenbreitstein
Das Amt Ehrenbreitstein war ein kurtriersches und zuletzt herzoglich nassauisches Amt mit Sitz in der Stadt Ehrenbreitstein, heute ein Stadtteil von Koblenz.

## Geschichte
Das Amt umfasste das rechte Rheinufer gegenüber der Stadt Koblenz. Das Amt entwickelte sich aus dem mittelalterlichen Burggrafenamt der Burg Ehrenbreitstein. Bis 1515 trug der Amtmann noch den Titel Burggraf. Mehrere spätere Amtmänner waren zugleich Kommandanten der Festung. Den Kern des Amtes bildeten der kurtrierische Anteil am Gericht Niederberg das aus den Orten Ehrenbreitstein, Niederberg und Pfaffendorf bestand. Die Niederadligen Herren von Helfenstein konnte Kurtrier bis zum frühen 16. Jahrhundert aus dem Bereich verdrängen. Neben dem Amt bestand in Ehrenbreitstein seit 1344 eine Kellerei, der die lokale Finanzverwaltung oblag. Für die Ortsvorstände im Amtsbereich sind sowohl die Titel Heimberger wie Schultheiß belegt.
Im Jahr 1439 war das Amt vorübergehend an Bischof Johann VIII. von Heinsberg von Lüttich verpfändet. 
Seit dem 16. Jahrhundert wurde der Zuständigkeitsbereich des Amtes stetig ausgeweitet. So wurden dem Amt die Orte Arzheim (1532), Horchheim (1534) zugeordnet, die Kurtrier ebenfalls aus der Herrschaft Helfenstein erwarb. Weitere Erweiterungen waren Heimbach (1607–1684) und Arzbach (1653). Ebenfalls wurden dem Amt die rechtsrheinischen Ämter Amt Niederlahnstein (Ende 16. Jahrhundert), Amt Sayn (vor 1629) und Amt Vallendar (1649) unterstellt. Seit dem 18. Jahrhundert wurde Ehrenbreitstein darum als Oberamt bezeichnet.  
1803 fiel das Amt an das Fürstentum Nassau-Weilburg (ab 1806 Herzogtum Nassau) und war als herzoglich nassauisches Amt Teil des Regierungsbezirk Ehrenbreitstein. Das Herzogtum übergab auf dem Wiener Kongress (1815) Teile des Amts an das Königreich Preußen im Austausch gegen die ehemaligen Oranisch-Nassauischen Länder. Von den Ämtern Ehrenbreitstein und Vallendar erhielt Preußen die Orte: Gladbach, Heimbach, Weis, Sayn, Mühlhofen, Bendorf, Weitersburg, Vallendar, Mallendar, Niederwerth, Niederberg, Urbar, Immendorf, Neudorf (Koblenz), Arenberg, Ehrenbreitstein, Arzheim, Pfaffendorf und Horchheim. Diese wurden 1816 dem Landkreis Koblenz zugeschlagen. Die übrigen Orte verblieben im Herzogtum Nassau. Niederlahnstein wurde dem Amt Braubach zugeordnet. Die Orte Arzbach, Kadenbach, Neuhäusel, Eitelborn, Simmern (Westerwald), Baumbach, Ransbach, Höhr und Hillscheid fielen an das Amt Montabaur. Die Orte Kirchspiele Nauort, Breitenau (Westerwald) und der Ort Stromberg fielen an das Amt Herschbach.

## Amtmänner
Das Amt wurde zumeist von einem adligen Amtmann verwaltet. Da dieser nur dem Titel nach die Verwaltung führte, oft aber nicht in seinem Amt residierte oblag die tatsächliche Verwaltung dem Amtsverwalter. Weitere Beamte waren der Amtsschreiber und der Keller. Die Amtszeiten der Amtsmänner wurden anhand von Urkunden ermittelt, sie sind daher nur Näherungswerte. 
- 1293–1297 Wilhelm von Helfenstein
- 1439–1440 Ulrich von Mentzingen
- 1531–1532 Anton von Eltz
- 1539–1548 Velten von Ellenbach
- 1550 Kraft von Allendorf
- 1553 Friedrich vom Stein
- 1556–29. März 1560 Kraft von Allendorf (erneut)
- 1564–1567 Adolf Schilling von Lahnstein, zugleich Burghauptmann
- 1568 Karl Mühl von Ulmen
- 1568–1570 Arnold von der Fels, zugleich Burghauptmann
- 1571–1587 Konrad Koch, zugleich Burghauptmann
- 1587–1597 Werner Schilling von Lahnstein, zugleich Burghauptmann
- 1598–1608 Anthon Friedhelm Kratz von Scharfenstein
- 1607 Ott Heinrich Zand von Merl
- 1607–24. November 1627 Philipp Anton vom Stein, zugleich Burghauptmann
- 1622/1628–1647 Ott Heinrich Zand von Merl (erneut), zugleich Burghauptmann
- 1642–1647 Lothar Freiherr von Metternich
- 1652–1681 Wolf Friedrich von der Leyen
- 1681–1691 Freiherr Edmund von Esch, zugleich Generalmajor
- 1695–1697 Johann Philipp von Reiffenberg
- 1700–1707 Ferdinand Damian von Breidbach-Bürresheim
- 1709–21. Juni 1724 Lothar Freiherr von der Horst, zugleich Feldmarschalleutnant
- 1724–1732 Johann Philipp vom Wambold
- 1734–1736 Lothar Franz von Kerpen
- 1737–1769 Heinrich Carl Ferdinand Freiherr Mühl von Ulmen
- 1774–1797 Franz Ludwig Anselm Freiherr von Breidbach-Bürresheim